# ヘラルト・シボン
ヘラルト・シボン (Gerald Sibon, 1974年4月19日 - ) は、オランダ出身の元サッカー選手、現サッカー指導者。ポジションはFW。

## クラブキャリア

### ヨーロッパ
1993-94シーズン、FCトゥウェンテでキャリアをスタートさせるが、3試合の出場に留まった。
1994-95シーズンより、エールステ・ディヴィジのVVVフェンローへ移籍。VVVでは2シーズンで34ゴールを挙げるなど活躍を見せた。1996年、ローダJCへ加入して1部復帰を果たし、13ゴールを挙げた。
1997年、アヤックス・アムステルダムに移籍。しかし、ブライアン・ラウドルップをはじめ、ワンベルト、ショタ・アルベラーゼ、ゲオルギ・キンクラーゼらの後塵を拝し、出場機会には恵まれなかった。
1999年、イングランド・プレミアリーグのシェフィールド・ウェンズデイFCへ移籍金200万ポンドで移籍。オランダ代表MFヴィム・ヨンク、ベルギー代表FWジル・デ・ビルデと同僚になった。
4シーズンを過ごしたシェフィールド・ウェンズデイFCでは43ゴールを挙げ、3シーズン連続でクラブ内得点王、2年連続で年間最優秀選手を獲得した。
2002年、SCヘーレンフェーンに加入し、エールディヴィジに復帰する。2年間で38試合に出場し、19得点。
2004年、PSVに加入。ヤン・フェネホール・オフ・ヘッセリンクやホベルチ・ピーニョ・デ・ソウザとポジション争いを演じ、2004-05シーズンのエール・ディヴィジ優勝を勝ち取る。
2006年7月、サッカー・ブンデスリーガ (ドイツ)の1.FCニュルンベルクにフリートランスファーで加入。1年間プレーした後、2年契約でヘーレンフェーンに復帰。

### オーストラリア
2010年5月、オーストラリア・Aリーグのメルボルン・ハートと契約。同胞のン・ファント・シップの指揮を受けることとなった。
すぐにレギュラーの座を確保し、主に司令塔の役割を担った。一方で得点感覚も衰えておらず、7得点を記録し、チーム2位の得点数となった。
メルボルン・ダービーではフリーキックでゴールを決めるなど結果を残し、本人も契約延長を望んでいたが、クラブからの契約延長のオファーはなく、最終戦を前に退団を発表した。

### ヨーロッパ復帰
2011年6月27日、古巣であるSCヘーレンフェーンと契約したことが発表された。3度目の加入。2012年5月ヨーロッパ・リーグ出場を逃す結果となったフェイエノールト戦を最後に現役を引退。

## 代表歴
2008年、北京オリンピックを戦うオランダ代表のメンバーに選出される。アメリカ戦では93分に2-2となる同点弾を、日本戦では73分に決勝点となるPKを決めた。

## 獲得タイトル
- エールディヴィジ：3回（1997-98、2004-05、2005-06）
- KNVBカップ：5回（1996–97、1997–98、1998–99、2004–05、2008–09）
- DFBポカール：1回（2006-07）